# Naganoella
Naganoella là một chi bướm đêm thuộc họ Erebidae.